# Bulgària al Festival de la Cançó d'Eurovisió Júnior
Bulgària va ser un dels països que va debutar al Festival de la Cançó d'Eurovisió Júnior en 2007.
El país balcànic va debutar al festival de 2007 amb el grup Bon-Bon i la seva cançó "Bonbolandiya", que va obtenir una 7a posició. En 2008 també hi va participar amb Krestiana Kresteva i la cançó "Edna mechta", qui va acabar en última posició, però s'hi va absentar en 2009 i 2010. Després, va retornar al festival en 2011, quan va ser representat per Ivan Ivanov i el tema "Superhero", que va obtenir el 8è lloc, i va retirar-s'hi novament en 2012 i 2013. Aquest país va tornar juntament amb Xipre, Croàcia i Sèrbia al festival de 2014 amb Krisia Todorova, Hasan & Ibrahim, que van quedar segons (la seva millor posició fins al moment). En 2017, van deixar de participar-hi, almenys, temporalment.
En 2015, Bulgària va acollir el Festival. La final es va celebrar a Sofia el 21 de novembre.

## Història
Bulgària ha participat al Festival de la Cançó d'Eurovisió júnior sis vegades, la primera vegada que va participar el 2007. La primera entrada de Bulgària va ser Bon-Bon amb "Bonbolandiya", que va acabar 7è al concurs de 2007 a Rotterdam. La seva segona entrada va ser Krestiana Kresteva amb "Edna mechta", que va acabar 15a i última al concurs de 2008, rebent només 15 punts. L'emissora búlgara BNT es va retirar del concurs del 2009, i Bulgària no va competir al concurs a Kíev ni a l'edició del 2010 a Minsk. Bulgària va tornar per al concurs de 2011 a Erevan, després es va fer un descans dels concursos de 2012 i 2013.
Bulgària va tornar per a l'edició de 2014 a Malta, obtenint el seu millor resultat en una competició d'Eurovisió quan Krisia, Hasan i Ibrahim van quedar en segon lloc interpretant "Planet of the Children". El seu èxit va ajudar a revigorar l'interès del públic en el concurs. Segons Google Trends, Junior Eurovision va ser el vuitè esdeveniment de tendència més ràpid a Bulgària el 2014, per davant de l'Open d'Austràlia 2014 i l'Any Nou 2014.
El 26 de gener de 2015, es va anunciar que Bulgària acollirà l'edició de 2015 a l'Arena Armeec de Sofia el 21 de novembre. Alguns han acreditat al concurs júnior de 2015 per haver proporcionat a BNT el suport financer que necessitaven per tornar a l'Eurovisió d'adults el 2016, per a la seva primera Eurovisió des del 2013; potser no és casualitat, el seu participant a Estocolm va ser l'Eurovisió júnior de 2015 amfitrió, Poli Genova. El juny de 2016 BNT va seleccionar la seva artista per al Festival de la Cançó d'Eurovisió Junior 2016 a La Valletta, Lidia Ganeva. Després de confirmar inicialment la seva participació per al concurs de 2017 a Geòrgia, Bulgària va retirar la seva sol·licitud a causa de la reestructuració de l'emissora i no va aparèixer a la llista definitiva de països publicada per l'UER el 9 d'agost de 2017. El 28 d'abril de 2017. 2021, Bulgària va anunciar que no tornaria el 2021. No obstant això, el 2 de setembre de 2021, es va confirmar que Bulgària tornaria al concurs després de participar per última vegada el 2016. Bulgària es va retirar una vegada més de l'edició de 2022 per motius desconeguts., tot i que inicialment havien confirmat la participació.

## Participació
Llegenda
| Any                                   | Seu         | Artista                  | Cançó                         | Lloc | Punts |
| ------------------------------------- | ----------- | ------------------------ | ----------------------------- | ---- | ----- |
| 2007                                  | Rotterdam   | Bon-Bon                  | «Bonbolandiya»                | 7    | 86    |
| 2008                                  | Limassol    | Krastyana Krasteva       | «Edna mechta»                 | 15   | 15    |
| No hi va participar entre 2009 i 2010 |             |                          |                               |      |       |
| 2011                                  | Erevan      | Ivan Ivanov              | «Supergeroy»                  | 8    | 60    |
| No hi va participar entre 2012 i 2013 |             |                          |                               |      |       |
| 2014                                  | Marsa       | Krisia, Hassan i Ibrahim | «Planet of the children»      | 2    | 147   |
| 2015                                  | Sofia       | Gabriela i Ivan          | «Colour of hope»              | 9    | 62    |
| 2016                                  | La Valletta | Lydia Ganeva             | «Valsheben den (Magical day)» | 9    | 161   |
| No hi va participar entre 2017 i 2020 |             |                          |                               |      |       |
| 2021                                  | París       | Denislava i Martin       | «Voice of Love»               | 16   | 77    |
| No hi va participar entre 2022 i 2024 |             |                          |                               |      |       |

## Festivals organitzats a Bulgària
| Edició                                       | Ciutat seu | Localització | Presentadors |
| -------------------------------------------- | ---------- | ------------ | ------------ |
| Festival de la Cançó d'Eurovisió Junior 2015 | Sofia      | Arena Armeec | Poli Genova  |